# Pegomya sociella
Pegomya sociella är en tvåvingeart som först beskrevs av Stein 1906.  Pegomya sociella ingår i släktet Pegomya och familjen blomsterflugor. Arten är reproducerande i Sverige. Inga underarter finns listade i Catalogue of Life.